# Coryneopsis tamaricis
Coryneopsis tamaricis är en svampart som först beskrevs av Mordecai Cubitt Cooke, och fick sitt nu gällande namn av Grove 1932. Coryneopsis tamaricis ingår i släktet Coryneopsis och familjen Amphisphaeriaceae.   Inga underarter finns listade i Catalogue of Life.